# Acer saccharophorum
Acer saccharophorum é uma espécie de árvore do gênero Acer, pertencente à família Aceraceae.